# Chama del Ucayali
Chama del Ucayali, ime za skupinu indijanskih plemena porodice Panoan naseljenih u području rijeke Ucayali u istočnom Peruu. Chama s rijeke Ucayali ne smiju pobrkati s istoimeim plemenom porodice Tacanan.
Chame se sastoje od dva glavna ogranka, to su: 
a) Conibo s plemenima Conibo, Shipibo i Setebo;
b) Cashibo (Caxibo) sa Cacataibo, Cashiño, Ruño, Buninawa, Carapacho, Puchanawa i Shirinó. Drugi ogranak su izgleda činili Nocamán Indijanci, zvani i Nocomán (Nokamán), čiji je jezik izumro, a živjeli su uz rijeke Inuya, Amueya i Tamaya.